# Beurré Dubuisson
‘Beurré Dubuisson’ est une variété de poire de table d'origine belge.
Espèce
Classification phylogénétique

## Origine
Le fruit est obtenu en 1872 par Isidore Dubuisson, jardinier à Jollain, près de Tournai (Belgique).

## Fruit
Assez gros, oblong, tronqué à la base, bosselé dans son pourtour, un peu côtelé à la base.
Épiderme jaune, fortement pointillé de rouille, marbré de fauve, parfois lavé de rouge du côté du soleil.
Pédicelle court, assez fort, droit, implanté obliquement dans une petite cavité plissée.
Œil petit, fermé, inséré dans une cavité de profondeur moyenne, côtelée sur les bords.
Chair blanchâtre, fine, serrée, fondante, beurrée, bien juteuse, très finement sucrée, acidulée, agréablement parfumée.

## Culture
Cette variété est surtout destinée aux formes palissées, étant donné sa végétation un peu faible.
Greffée sur franc ou cognassier, elle sera plantée dans un terrain sain et chaud, à bonne exposition. Une taille courte doit être appliquée.
C'est un fruit d'amateur, peu sujet à la tavelure.

### Date de récolte
Octobre à décembre, suivant les régions.

### Date de maturité
Décembre-février.